# Rozendaal
Rozendaal (anhörenⓘ) ist eine Gemeinde der Provinz Gelderland (Niederlande). Sie hat 1836 Einwohner (Stand: 1. Januar 2025) und besteht nur aus dem Dorf gleichen Namens. Rozendaal ist damit der Einwohnerzahl nach eine der kleinsten Gemeinden der Niederlande. Rozendaal ist zudem die Gemeinde mit der geringsten Bevölkerungsdichte aller Gemeinden der Niederlande.

## Lage und Wirtschaft
Rozendaal liegt auf der Südseite der Landschaft Veluwe. Im Westen wird der Ort von der Autobahn A 12 Arnheim–Utrecht begrenzt, welche Rozendaal von den nördlichen Außenvierteln der gelderschen Hauptstadt trennt. Im Süden geht Rozendaal fast unbemerkt in den Nachbarort Velp (Gemeinde Rheden) über.
Rozendaals wichtigster Wirtschaftszweig ist der Tourismus.
Die meisten Einwohner des Ortes sind aber Pendler, die eine Arbeitsstelle im nahen Arnheim haben.
In Rozendaal stehen verhältnismäßig viele Villen; die Gemeinde ist, nach dem Bruttoeinkommen der Einwohner gemessen, eine der reichsten der Niederlande.

## Geschichte
Rozendaal entstand aus der Herrlichkeit Rosendael, deren Herr das Schloss dieses Namens bewohnte. Es entstand im 14. Jahrhundert; das heutige Gebäude stammt aus dem Jahr 1721. Das letzte bedeutende Adelsgeschlecht, das auf Rosendael lebte (und meistens auch den Bürgermeister der Gemeinde stellte) war das Geschlecht Baron van Pallandt. Als das Dorf und auch Schloss Rosendael 1944 bei der Operation Market Garden  schwer beschädigt wurde, ließ der Baron (auf eigene Kosten und auf von ihm, gegen die Tradition, an die Gemeinde verkauftem Grund und Boden) ein Neubauviertel errichten. Der Baron stiftete auch eine neue Kanalisation. Baron Van Pallandt hinterließ 1977 das Schloss und den umliegenden Landsitz den Stiftungen Vrienden der Geldersche Kasteelen und Het Geldersch Landschap.

### Ortsname
Rozendaal wurde erstmals in 1317 wie Rosendale erwähnt, und zum zweiten Mal in 1330 wie Rosendael. Es bedeutet 'zum Tal mit den Rosen'. Obwohl sich der Name des Dorfes im Laufe der Zeit geändert hat, wird der Name Rosendael noch immer von dem Kastell getragen: Kasteel Rosendael.

## Sehenswürdigkeiten
- Das Schloss Rosendael mit dem umliegenden Park, Wald und Garten. Das Schloss ist im Stil des 18. und 19. Jahrhunderts eingerichtet und kann etwa von Ostern bis Ende Oktober (nur mit Führung) besichtigt werden. Montags geschlossen. Im Schlossgarten (frei zugänglich) befinden sich die bekannten bedriegertjes (kleinen Betrüger). Das sind kleine, künstliche Brunnen, die ohne Vorwarnung  etwas Wasser spritzen und so die Besucher benetzen. Vor allem Kinder unterhalten sich hier an warmen Tagen gerne.
- Naturgebiet De Imbosch, ein Wald- und Heidegebiet nördlich des Dorfes.
- Die 1758 erbaute Dorfkirche (Spätbarockstil) gegenüber dem Schloss.

## Natur

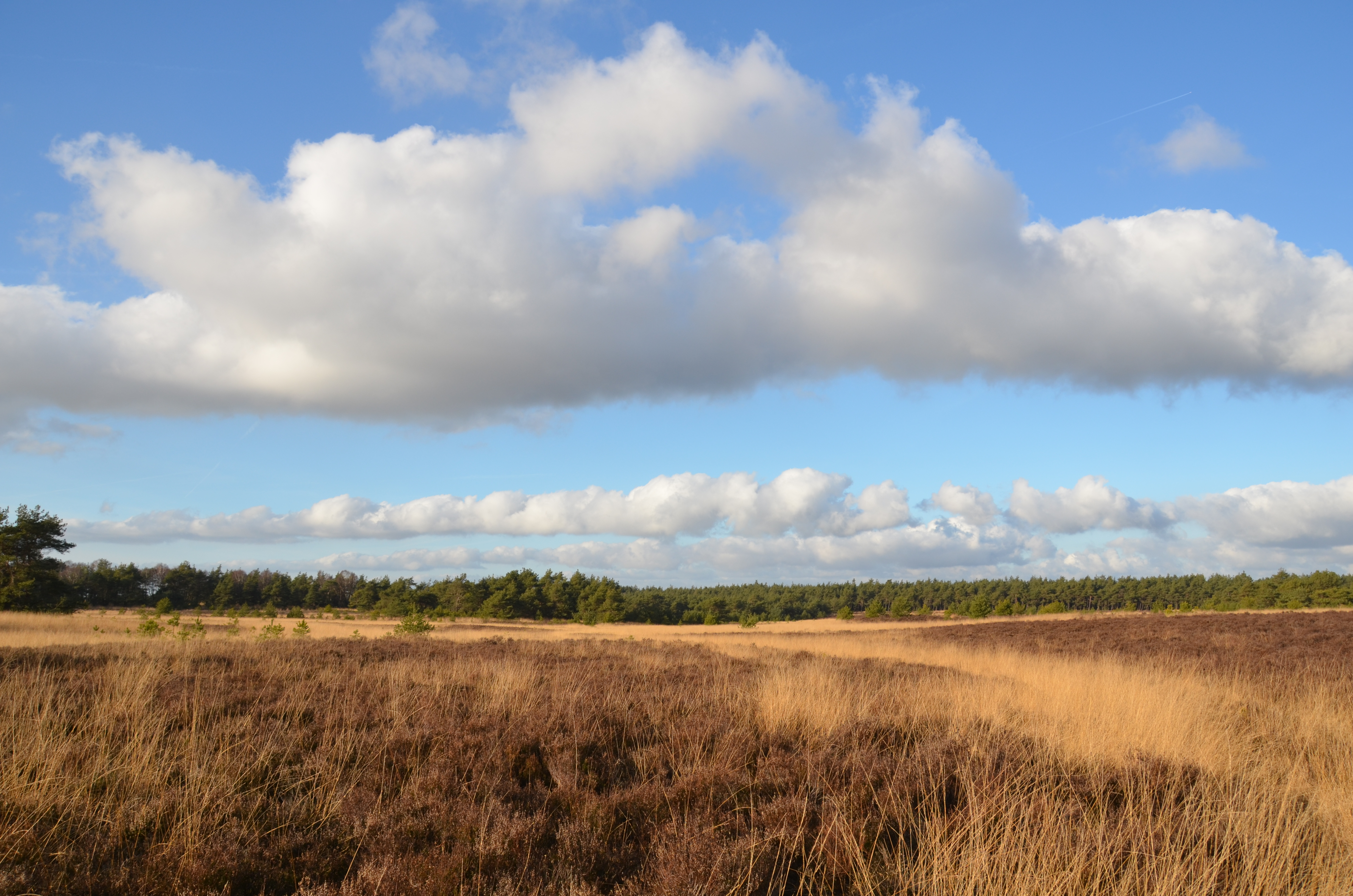
Das Rozendaalse Veld

Ungefähr 96 % der Fläche von Rozendaal sind Naturgebiete. Östlich des Dorfes gibt es einen Wald namens Koningsberg ('Königsberg'). Nördlich des Dorfes gibt es unter anderem die Naturgebiete De Imbosch ('Der Bienenwald'), ein Wald- und Heidegebiet, das Rozendaalse Veld ('Rozendalische Feld'), das hauptsächlich mit Gräsern und Heide bedeckt ist, und der Rozendaalse Zand ('Rozendalische Sand'), ein Sandgebiet. Ganz in der Nähe des Dorfes befinden sich auch die Zwarte Bulten ('Schwarze Buckel'), ein hügeliges Waldgebiet. Auch ein Teil des Parks beim Schloss Rosendael ist bewaldet. Es gibt sowohl Laub- als auch Nadelwälder.
Rozendaal umfasst zwei Heidegebieten. Nicht nur De Imbosch, sondern auch die Terletse Heide ('Terletische Heide') liegt innerhalb der Gemeinde. Allerdings wird die Heide in Rozendaal stark gefährdet. Gräser und Bäume überwachsen die Heide und die durch den Klimawandel bedingten höheren Temperaturen und der hohe Stickstoffgehalt in der Atmosphäre führen zu einem rasanten Absterben der Heide.
Wie viele Dörfer an der Veluwe, fließt durch das Dorf ein Bach. Dieser Bach, der Rozendaalse Beek ('Rozendalische Bach') genannt, mündet in den Rhein.
Andere, weniger wichtige, Naturgebiete sind der Veertien Bunder ('Vierzehn Bunder'), der Zwarte Berg ('Schwarze Berg'), der Koolhof ('Kohlhof'/'Kohlehof') und der Kluizenaarsberg ('Eremitenberg'), alle Waldgebieten.

## Politik

### Gemeinderat
Der Gemeinderat umfasst seit 1994 neun Sitze und wird seit 1982 folgendermaßen gebildet:
| Partei                        | Sitze | Sitze | Sitze | Sitze | Sitze | Sitze | Sitze | Sitze | Sitze | Sitze | Sitze |
| Partei                        | 1982  | 1986  | 1990  | 1994  | 1998  | 2002  | 2006  | 2010  | 2014  | 2018  | 2022  |
| ----------------------------- | ----- | ----- | ----- | ----- | ----- | ----- | ----- | ----- | ----- | ----- | ----- |
| Rosendael ’74                 | 2     | 2     | 2     | 2     | 4     | 3     | 3     | 3     | 3     | 3     | 4     |
| Progressief Akkoord Rozendaal | 1     | 1     | 1     | 2     | 1     | 2     | 2     | 2     | 2     | 3     | 3     |
| Belangengemeenschap Rozendaal | 4     | 4     | 4     | 5     | 4     | 4     | 4     | 4     | 4     | 3     | 2     |
| Gesamt                        | 7     | 7     | 7     | 9     | 9     | 9     | 9     | 9     | 9     | 9     | 9     |

### College van B&W
Das College van burgemeester en wethouders besteht für den Zeitraum von 2018 bis 2022 aus Mitgliedern der Koalitionsparteien Progressief Akkoord Rozendaal und Rosendael ’74. Beide Parteien stellen jeweils einen Beigeordneten bereit. Folgende Personen gehören zum Kollegium und sind in folgenden Bereichen zuständig:
| Funktion           | Name                      | Partei                        | Ressort | Anmerkung                               |
| ------------------ | ------------------------- | ----------------------------- | --- | --------------------------------------- |
| Bürgermeister      | Ester Weststeijn-Vermaat  | parteilos                     | öffentliche Ordnung und Sicherheit, Personal und Organisation, Automatisierung, Schutz und Überwachung, Integrität, Aufklärung, politische Koordination und Qualitätssicherung, externe Kontakte            | seit dem 14. Februar 2019 im Amt        |
| Beigeordnete       | Marieke Albricht-Brinkman | Rosendael ’74                 | wirtschaftliche und finanzielle Angelegenheiten, Raumplanung, Wohnungswesen, Denkmalschutz, Einführung des Umweltgesetzes, Grundprobleme, öffentliche Bauarbeiten, Umwelt, Friedhöfe, Verkehr und Transport | erste stellvertretende Bürgermeisterin  |
| Beigeordnete       | Anton Logemann            | Progressief Akkoord Rozendaal | gesellschaftlicher Kompetenzbereich, Energiewende, Kultur, Tourismus, Erholung und Sport | zweiter stellvertretender Bürgermeister |
| Gemeindesekretärin | Willeke Pieterse-Pook     | —                             | — | seit April 2002 im Amt                  |

## Söhne und Töchter der Stadt
- Stephan Enter (* 1973), Schriftsteller